# MS4A5
MS4A5 (англ. Membrane spanning 4-domains A5) – білок, який кодується однойменним геном, розташованим у людей на 11-й хромосомі. Довжина поліпептидного ланцюга білка становить 200 амінокислот, а молекулярна маса — 22 283.
| 10         |  | 20         |  | 30         |  | 40         |  | 50         |
| ---------- |  | ---------- |  | ---------- |  | ---------- |  | ---------- |
| MDSSTAHSPV |  | FLVFPPEITA |  | SEYESTELSA |  | TTFSTQSPLQ |  | KLFARKMKIL |
| GTIQILFGIM |  | TFSFGVIFLF |  | TLLKPYPRFP |  | FIFLSGYPFW |  | GSVLFINSGA |
| FLIAVKRKTT |  | ETLIILSRIM |  | NFLSALGAIA |  | GIILLTFGFI |  | LDQNYICGYS |
| HQNSQCKAVT |  | VLFLGILITL |  | MTFSIIELFI |  | SLPFSILGCH |  | SEDCDCEQCC |
|            |  |            |  |            |  |            |  |            |

A: Аланін

C: Цистеїн

D: Аспарагінова кислота

E: Глутамінова кислота

F: Фенілаланін

G: Гліцин

H: Гістидин

I: Ізолейцин

K: Лізин

L: Лейцин

M: Метіонін

N: Аспарагін

P: Пролін

Q: Глутамін

R: Аргінін

S: Серин

T: Треонін

V: Валін

W: Триптофан

Кодований геном білок за функцією належить до рецепторів. 
Локалізований у мембрані.